# California State University, Stanislaus

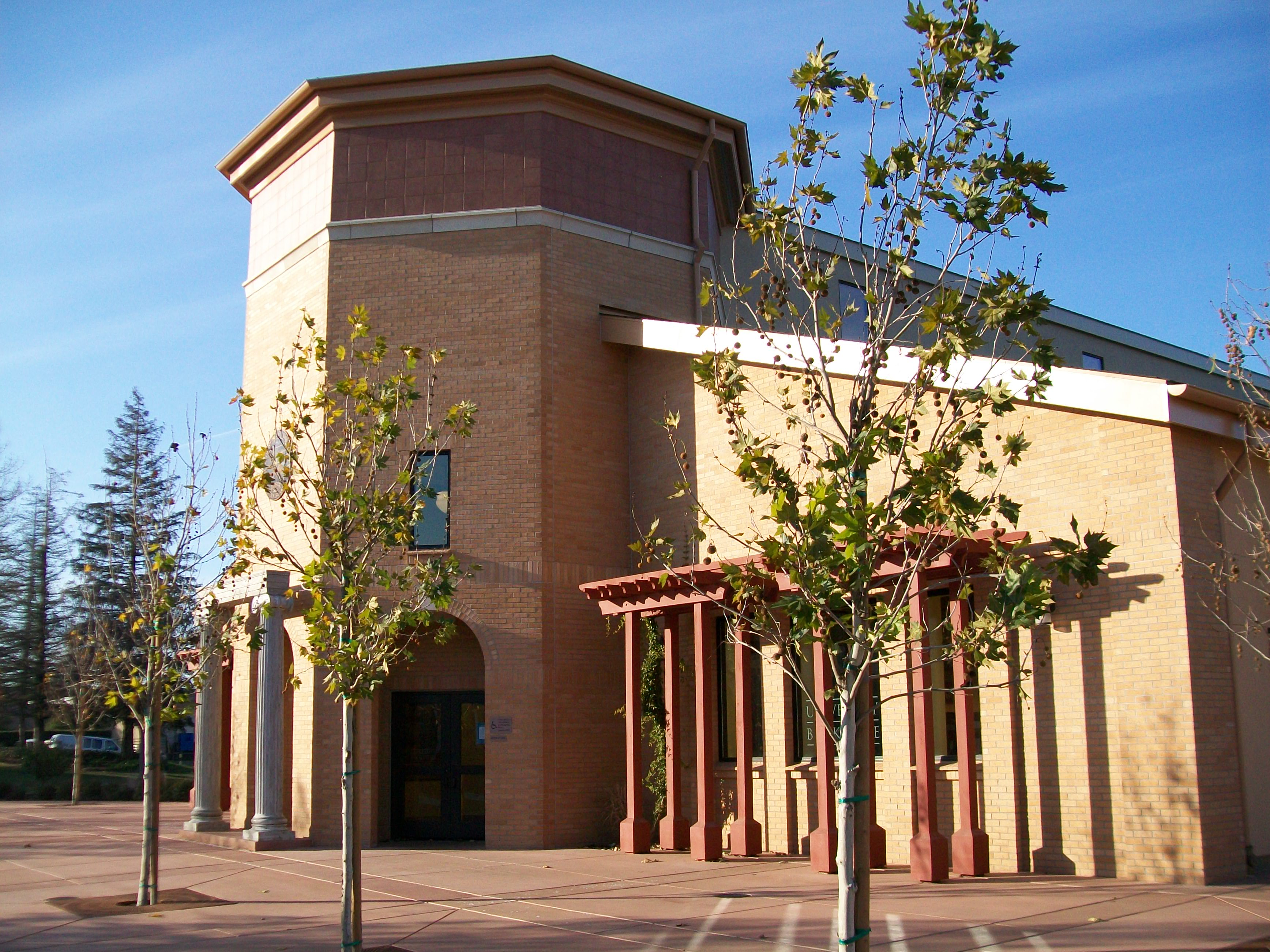
CSUS, Buchhandlung in Turlock

Die California State University, Stanislaus (CSUS) ist eine staatliche Universität in Turlock im Stanislaus County im US-Bundesstaat Kalifornien. Sie hat außer dem Hauptcampus in Turlock auch einen Standort in Stockton im San Joaquin County, das sich nördlich an das Stanislaus County anschließt. Die CSUS ist Teil des California-State-University-Systems.

## Historisches
Die Hochschule wurde 1957 als Stanislaus State College gegründet und nahm 1960 den Lehrbetrieb auf.

## Zahlen zu den Studierenden, den Dozenten und zum Vermögen
Im Herbst 2020 waren 11.163 Studierende an der CSUS eingeschrieben. Davon strebten 9.903 (88,7 %) ihren ersten Studienabschluss an, sie waren also undergraduates. Von diesen waren 66 % weiblich und 34 % männlich; 9 % bezeichneten sich als asiatisch, 2 % als schwarz/afroamerikanisch, 58 % als Hispanic/Latino und 19 % als weiß. 1.260 (11,3 %) arbeiteten auf einen weiteren Abschluss hin, sie waren graduates. 400 Studierende der Universität lernten am Standort in Stockton. Es lehrten 691 Dozenten an der Universität, davon 359 in Vollzeit und 332 in Teilzeit. 2006 waren 8.137 Studenten eingeschrieben gewesen.
Der Wert des Stiftungsvermögens der Universität lag 2021 bei etwa 20,0 Mio. US-Dollar (2020: 16,1 Mio. $).

## Sport
Die Sportteams der Cal State Stanislaus sind die Warriors. Die Hochschule ist Mitglied in der California Collegiate Athletic Association.

## Persönlichkeiten

### Ehemalige
- Dennis Cardoza (* 1959), Politiker, von 2003 bis 2012 im US-Repräsentantenhaus
- Gary Condit (* 1948), Politiker, von 1989 bis 2003 im US-Repräsentantenhaus
- Carrie Henn (* 1976), ehemalige Kinderdarstellerin (Aliens – Die Rückkehr, 1986)

### Dozenten
- As'ad AbuKhalil (* 1960), Politikwissenschaftler und Autor